# Spawn: In the Demon’s Hand
Spawn: In the Demon’s Hand (рус. Спаун: В руках демона) — компьютерная игра, разработанная и выпущенная Capcom для аркадных автоматов и Dreamcast в 2000 и 2001 годах. Сюжет основан на серии комиксов о Спауне, созданной канадским художником Тоддом Макфарлейном. Spawn: In the Demon’s Hand была оценена лучше, чем другие игры про Спауна, но не получила высоких оценок из-за камеры и искусственного интеллекта. Она также была запланирована на PlayStation 2 и должна была быть выпущена вместе в консолью, но позже была отменена.
В качестве обложки игры для Dreamcast был использован 95 выпуск комикса про Спауна. В игре представлено тридцать семь персонажей в целом, в том числе двенадцать основных персонажей, некоторые доступны после выполнения определённых заданий.

## Сюжет
Эл Симмонс был оперативным военным, который был убит своим начальником, Джейсоном Вунном, после чего был отправлен в ад за его предыдущую работу в качестве убийцы. Пять лет спустя после его смерти, Симмонс, желая увидеть свою жену Ванду, заключает сделку с демоном Мэлболгией. Возродившись как Хэллспаун, он узнаёт, что его жена, в течение тех пяти лет, что он умер, вышла замуж за его лучшего друга Терри Фитцджеральда.

## Игровой процесс
Spawn: In the Demon’s Hand является игрой в жанре beat 'em up с футуристическим оружием. Вместо привычного одного игрока и миссии с сюжетом и повторяющихся врагов, Спаун настроен как турнирный боец. Игрок также может использовать окружающие предметы в бою. На выбор дается 36 бойцов из Вселенной Спауна, за которого вы должны пройти всю игру и уничтожить финального босса, Мэлболгию. После каждого прохождения игры открывается новый персонаж. В игре также имеется мультиплеер с помощью которого можно играть до четырех игроков в режиме сражения.

## Восприятие
| Сводный рейтинг      | Сводный рейтинг |
| Агрегатор            | Оценка          |
| -------------------- | --------------- |
| GameRankings         | 61,54 %         |
| Metacritic           | 62/100          |
| MobyRank             | 61/100          |
| Иноязычные издания   |                 |
| Издание              | Оценка          |
| AllGame              | (авт.) · (DC)   |
| Famitsu              | 31/40           |
| Game Informer        | 6,5/10          |
| GamePro              | 3/5             |
| GameRevolution       | B-              |
| GameSpot             | 5,6/10          |
| IGN                  | 6,8/10          |
| The Adrenaline Vault | [ 12 ]          |
| GameStats            | 6,7/10          |

Spawn: In the Demon’s Hand в основном получил средние оценки. Журнал Famitsu оценил Dreamcast-версию игры в 31 балл из 40 возможных. Сайт IGN поставил игре 6,8 баллов из 10 возможных, отметив что игра была бы намного лучше, если была бы добавлена возможность играть по сети.